# Jan Záviška
Jan Záviška (* 21. srpna 1995, Hlinsko) je český fotbalový záložník a bývalý mládežnický reprezentant, od července 2020 hráč klubu FC Hradec Králové. Nastupuje převážně na pravém kraji zálohy, avšak v průběhu své kariéry hrál i na jiných postech. Hrál za výběry České republiky do 16, 17 a 19 let.

## Klubová kariéra
Svoji fotbalovou kariéru začal v mužstvu FC Hlinsko, odkud v průběhu mládeže odešel nejprve do klubu AFK Chrudim a v dorostu do týmu AC Sparta Praha.

### AC Sparta Praha
V sezoně 2012/13 se propracoval do seniorské kategorie, kde nastupoval za juniorku a rezervu, tehdy hrající Českou fotbalovou ligu (třetí nejvyšší soutěž). V následujícím ročníku byl na hostování v Pardubicích, odkud se v létě 2015 vrátil do Sparty. Za mužstvo poté hrál v dresu juniorky, s níž v ročníku 2015/16 získal mistrovský titul. V prvním mužstvu letenského celku debutoval 4. 5. 2016 v odvetném domácím zápase semifinále MOL Cupu 2015/16 proti klubu FK Jablonec (prohra 1:2), odehrál celých 90 minut., tehdejší trenér Zdeněk Ščasný dal kvůli velké marodce prostor mladíkům. Sparta nicméně i kvůli venkovní prohře 0:2 z prvního utkání z poháru vypadla. V lize za "áčko" tohoto pražského týmu nenastoupil k žádnému střetnutí.

### FK Pardubice (hostování)
V létě 2014 odešel hostovat do v té době druholigového týmu FK Pardubice. V celku v té době působili mj. i jiní hráči ze Sparty. Během tohoto angažmá hrál i na farmě v tehdy třetiligovém celku FK Čáslav.
Svůj první ligový zápas za Pardubice absolvoval v pátém kole 30. 8. 2014 proti mužstvu MFK OKD Karviná (výhra 3:1), na hrací plochu přišel v 53. minutě místo Adams Fouska. Během jedné sezony zde nastoupil ke 21 utkání v lize, ve kterých dal dva góly. Konkrétně se prosadil proti klubům SFC Opava (výhra 5:0) a MFK Frýdek-Místek (prohra 1:2). Po roce měl pardubický tým zájem o prodloužení hostování, ale Záviška se vrátil do Sparty.

### FC Vysočina Jihlava
Před ročníkem 2016/17 tomuto fotbalistovi skončila na Letné smlouva a odešel jako volný hráč (zadarmo) do Vysočiny Jihlava. Ligový debut si v dresu Vysočiny odbyl 30. září 2016 v souboji s týmem Bohemians Praha 1905. Do duelu přišel jako střídající v 73. minutě namísto Zvonimira Blaiće, ale porážce 0:2 na domácím trávníku nezabránil. Poprvé a podruhé v lize během tohoto působení skóroval ve 13. kole následující sezony proti Slovanu Liberec, prosadil se ve 36. a 38. minutě a velkou měrou se podílel na domácím vítězství 3:1. Celkem za Jihlavu za celé své angažmá odehrál 12 ligových střetnutí, nastupoval i za juniorku.

### Bohemians Praha 1905
V zimě 2017/18 měl nabídku od mužstva FC Hradec Králové, kterou však nevyužil. V lednu 2018 zamířil z Vysočiny Jihlava na půl roku s opcí na přestup hostovat do mužstva Bohemians Praha 1905, opačným směrem odešel taktéž na půl roční hostování s předkupním právem Petr Buchta. V pražském celku se sešel mj. s trenérem Martinem Haškem, se kterým dříve působil v rezervě Sparty i Pardubicích.
V lize si za "Bohemku" připsal premiéru v 18. kole hraném 25. 2. 2018 v malém pražském derby se Slavií (prohra 0:1, když v 79. minutě nahradil na trávníku Rudolfa Reitera. V létě na něj vedení uplatnilo opci a zíksalo jej na stálo. Své první ligové góly za Bohemians zaznamenal v ročníku 2018/19, první z nich vsítil v šestém kole v městském derby se svým bývalým zaměstnavatelem Spartou Praha, když v 87. minutě vyrovnával na konečných 1:1. a druhý vstřelil 19. října 2018 v souboji s Viktorií Plzeň. V 64. minutě dával na 2:1, ale Plzeň o dvě minuty později vyrovnala na konečných 2:2. V dresu klokanů nastoupil celkem v lize k 44 zápasům, vyzkoušel si zde i angažmá v rezervě a juniorce.

### FC Sellier & Bellot Vlašim (hostování)
Před jarní částí sezony 2019/20 zamířil hostovat do druhé ligy, konkrétně do klubu FC Sellier & Bellot Vlašim. Při svém úvodním ligovém utkání odehrál 60 minut v souboji se svým bývalým týmem z Pardubic, Vlašim prohrála na domácí "půdě" v poměru 0:1. Poprvé a podruhé v lize během tohoto angažmá se střelecky prosadil ve 28. a 35. minutě 20. 6. 2020 ve 25. kole proti mužstvu FK Varnsdorf a výrazně se podílel na domcí výhře 2:1. Svoji třetí ligovou branku za Vlašim si připsal ve 24. kole v souboji s Fotbalem Třinec (výhra 2:1), když v 55. minutě srovnával na 1:1. Na jaře 2020 nastoupil ke všem 14 startům v lize a pokaždé byl v základní sestavě.

### FC Hradec Králové
V červenci 2020 opět změnil působiště a formou hostování se stal tehdy ve druhé nejvyšší soutěži posilou klubu FC Hradec Králové. Součástí smlouvy bylo i předkupní právo. Svůj premiérový ligový duel za Hradec Králové zaznamenal 26. srpna 2020 proti svému bývalému týmu FC Sellier & Bellot Vlašim. Na hřiště přišel jako střídající hráč v 70. minutě na místo Filipa Novotného a po závěrečném hvizdu slavil se svými spoluhráči domácí vítězství 1:0. Poprvé v lize dal za "Votroky" gól ve východočeském derby s mužstvem MFK Chrudim, kde v mládeži působil. Trefil se ve 37. minutě a jednalo se o jedinou a tudíž vítěznou branku utkání. Dalšího přesného ligového zásahu během tohoto působiště docílil v následujícím čtvrtém kole proti Viktorii Žižkov (výhra 2:0), v 60. minutě otevřel skóre střetnutí. 21. 11. 2020 v osmém ligovém kole se podílel na vysoké výhře 5:1 na domácím trávníku nad klubem FK Ústí nad Labem. V zimním přestupovém období ročníku 2020/21 na něj vedení na startu přípravy uplatnilo opci a Záviška se tak stal hráčem královéhradeckého týmu. Na jaře 2021 ve 23. kole hraném 8. května 2021 postoupil s Hradcem po výhře 2:1 nad Duklou Praha z prvního místa tabulky do první ligy, kam se "Votroci" vrátili po čtyřech letech.

## Klubové statistiky
Aktuální k 11. květnu 2021
| Sezona    | Klub                               | Soutěž             | Zápasy | Góly |
| --------- | ---------------------------------- | ------------------ | ------ | ---- |
| 2012/2013 | AC Sparta Praha U–21               | Juniorská liga     | 4      | 0    |
| 2012/2013 | AC Sparta Praha B                  | ČFL                | 1      | 1    |
| 2013/2014 | AC Sparta Praha U–21               | Juniorská liga     | 19     | 2    |
| 2013/2014 | AC Sparta Praha B                  | ČFL                | 2      | 2    |
| 2014/2015 | FK Pardubice (host.)               | Fortuna NL         | 21     | 2    |
| 2015/2016 | AC Sparta Praha U–21               | Juniorská liga     | 32     | 6    |
| 2016/2017 | FC Vysočina Jihlava                | ePojisteni.cz liga | 6      | 0    |
| 2017/2018 | FC Vysočina Jihlava                | HET liga           | 6      | 2    |
| 2017/2018 | Bohemians Praha 1905 (host.)       | HET liga           | 9      | 0    |
| 2018/2019 | Bohemians Praha 1905               | Fortuna:Liga       | 27     | 2    |
| 2019/2020 | Bohemians Praha 1905               | Fortuna:Liga       | 9      | 0    |
| 2019/2020 | FC Sellier & Bellot Vlašim (host.) | Fortuna:NL         | 14     | 3    |
| 2020/2021 | FC Hradec Králové                  | Fortuna:NL         |        |      |